# Operation Sommerregen (Bundesnachrichtendienst)
Operation Sommerregen war eine verdeckte Operation des deutschen Bundesnachrichtendienstes (BND) unter Beteiligung von Spezialeinheiten der Bundeswehr während des Kalten Kriegs in der Zeit des sowjetischen Kriegs in Afghanistan ab Mitte der 1980er Jahre in Afghanistan.
Der BND schleuste dabei Spezialkräfte des Dienstes von Pakistan aus in das Land ein, um sowjetische Waffentechnik, wie Panzerungen für Kampfhubschrauber wie der Mi-24, Fahrzeuge, Landminen, moderne Munition, darunter auch Uranmunition, Sprengköpfe für Raketen, Nachtsichtgeräte und Navigationstechnologie zu erbeuten, und kooperierte dazu mit den aufständischen Mudschahedin. Die Angehörigen des BND betraten das Land getarnt als humanitäre Helfer für Flüchtlinge über das Grenzgebiet zwischen Afghanistan und Pakistan. Dort versorgte die Bundeswehr die Notleidenden mit Medikamenten, Lebensmitteln, Decken und Kleidung und lieferte später auch Minensuchgeräte, Ferngläser und Nachtsichtgeräte an den Hindukusch. Der Abtransport des erbeuteten Materials nach Deutschland erfolgte wöchentlich über eine Transportmaschine der Bundeswehr von Peschawar aus. Das Material wurde dann in Deutschland erprobt.
Die Federführung erfolgte durch das BND-Referat 16 A, zuständig für die Regionen Naher und Mittlerer Osten. Der Etat für die Operation belief sich nach Angaben ehemaliger Mitarbeiter auf 250.000 Deutsche Mark (DM) jährlich.
Die Operation wird als einer der großen Erfolge des BND gewertet. Bekannt wurde diese Operation erst 2013 nach Recherchen von Welt am Sonntag und des ZDFs.
In Antworten auf zwei parlamentarische Anfragen des Bundestagsabgeordneten Alexander S. Neu bestritt die Bundesregierung im Jahr 2014, dass in den 1980er Jahren „Streitkräfteeinsätze der Bundeswehr in Afghanistan“ stattgefunden haben. Auch sei dem BND „keine Operation bekannt, bei der Angehörige des BND getarnt als humanitäre Helfer in den 1980er-Jahren in Afghanistan mit dem Auftrag, an Rüstungsmaterial der sowjetischen Armee zu gelangen, an der Seite der Mudschaheddin agierten“.
2021 bestätigte die Bundesregierung hingegen die Operation Sommerregen. Auf eine Anfrage des Abgeordneten André Hahn antwortete sie, die Operation sei ins Leben gerufen worden, „nachdem 1985 eine Delegation von Mitgliedern des Deutschen Bundestages vor dem Hintergrund eines vom BND organisierten und begleiteten Besuchs in Pakistan beschlossen hatte, humanitäre Hilfe zu leisten. Ziel war die Unterstützung afghanischer Flüchtlinge und Mudschaheddin in Pakistan mit humanitären Hilfsgütern. Auf Wunsch der Abgeordneten führte der BND die Operation durch.“